# I miti greci
I miti greci (Greek Myths) è una mitografia, un compendio di mitologia greca, con commenti e analisi, dello scrittore e poeta inglese Robert Graves. Pubblicato nel 1955 in due volumi, fu ristampato con emendamenti nel 1957, e apparve riveduto nel 1960.
L'autore, nell'introduzione del libro, identifica i miti e li distingue dall'allegoria, dalla satira, dal melodramma, dalla saga eroica, ecc. Il libro è strutturato in 171 miti, ed ognuno di essi è, a sua volta, diviso in tre sezioni distinte. La prima sezione è la sua narrazione con i vari paragrafi. Nella seconda sezione è presente la lista delle fonti utilizzate dall'autore. Nella terza ed ultima sezione ci sono i commenti esplicativi sul mito appena narrato.

## Edizioni
- I miti greci, traduzione di Elisa Morpurgo, I Marmi, n. 35, Milano, Longanesi, 1963, SBN NAP0536102.
- I miti greci, presentazione di Umberto Albini, Milano, Longanesi, 1977, SBN RAV0139270.
- I miti greci, Il Cammeo, n. 197, 26ª ed., Milano, Longanesi, 2013, ISBN 978-88-304-0923-1.